# 天生三桥

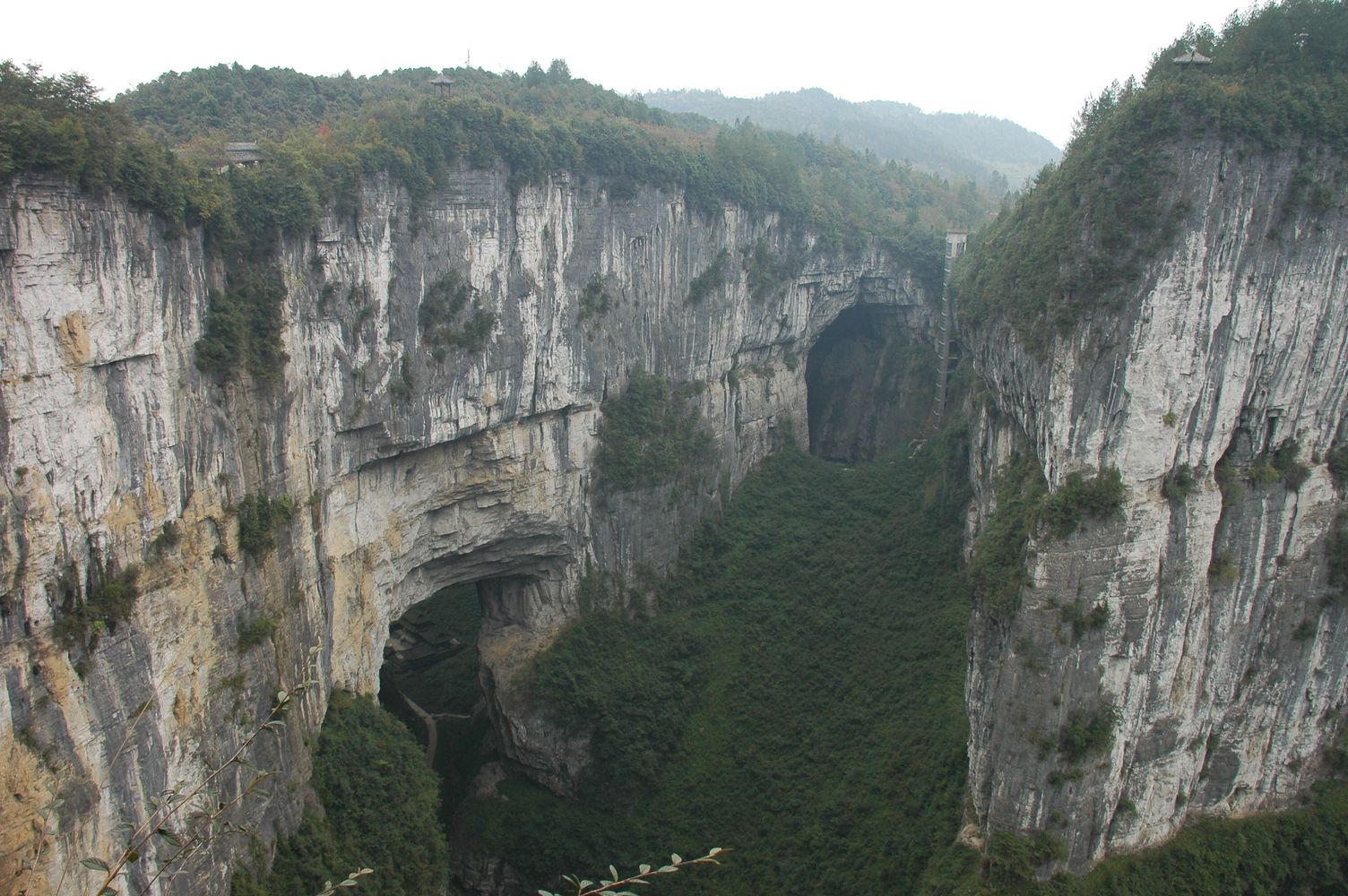
天生三桥

天生三桥位于重庆武隆区仙女山镇，是重庆直辖市级风景名胜区，重庆武隆岩溶国家地质公园的一部分，也被评为中国国家5A级旅游景区。
2007年6月作为中国南方喀斯特－武隆喀斯特的组成部分被列入联合国世界自然遗产。

## 历史

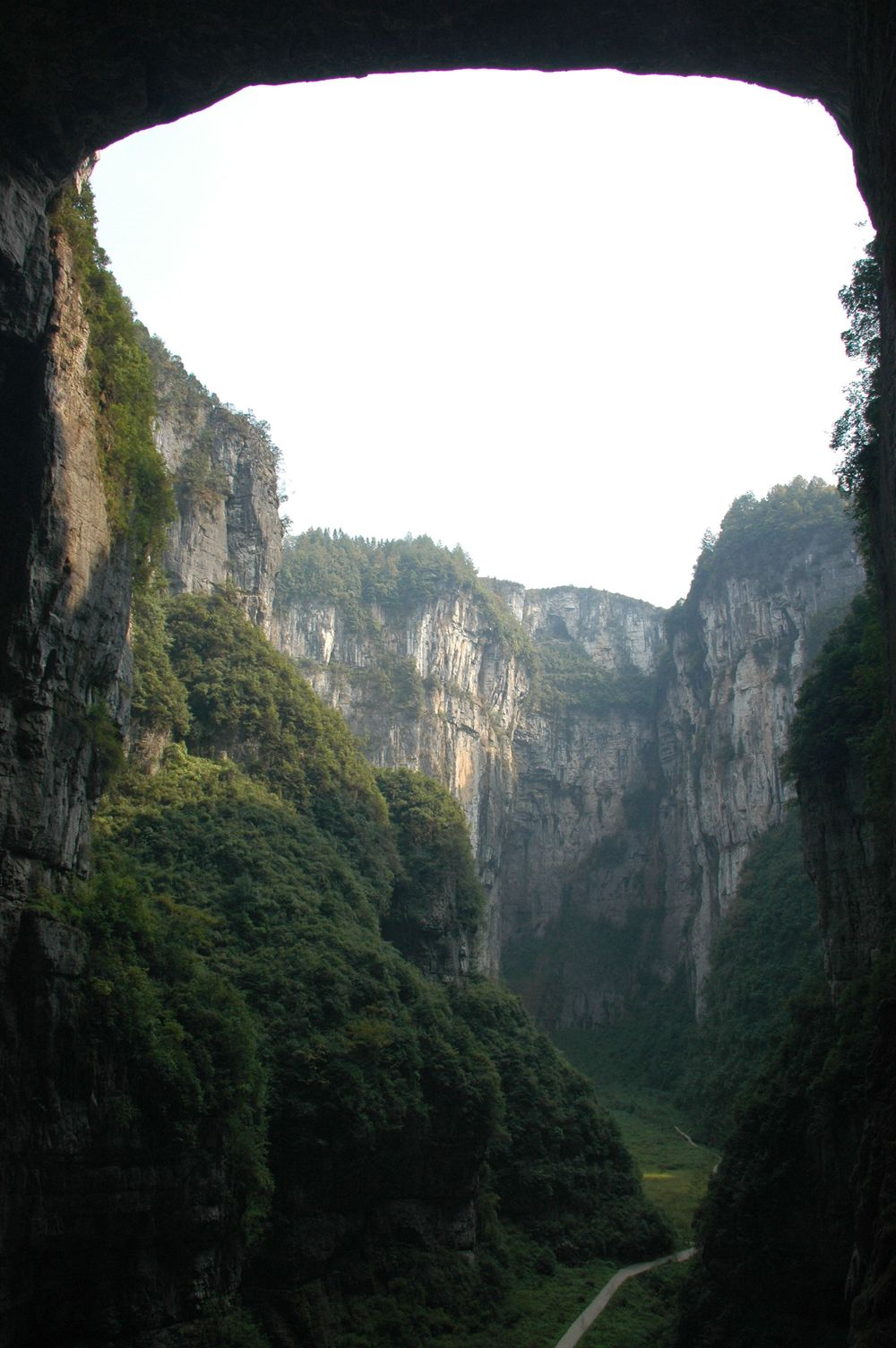
天龙桥

天生三桥位于乌江支流羊水河畔，核心保护区约22平方公里，包括天龙桥、青龙桥、黑龙桥、青龙天坑、神鹰天坑、羊水河喀斯特峡谷、龙水峡地缝、中石院天坑、下石院天坑、七十二岔洞、龙泉洞、仙人洞、猴子坨伏流、白果伏流、洞穴生物和保护区内的自然生态环境。
从天龙桥上端到黑龙桥下端，直线距离仅有1500米，在同一河流上连续出现规模宏伟的三座天生桥，全世界仅此一例。与其他天生桥相比，天生三桥虽然在平均孔跨参数上不是最大，但平均孔高名列前四，桥高、桥宽、桥厚均名列前三，无疑是“世界上规模最大的喀斯特天生桥群”。
天龙桥和青龙桥之间、青龙桥和黑龙桥之间，分别是两个巨大的天坑－青龙天坑和神鹰天坑，其深度和直径范围分别是276米-285米和300米-522米。
天生三桥的数值（单位/米）：
|        | 桥高 | 桥厚 | 桥宽 | 平均孔高 | 平均孔跨 |
| ------ | ---- | ---- | ---- | -------- | -------- |
| 天龙桥 | 235  | 150  | 147  | 96       | 34       |
| 青龙桥 | 281  | 168  | 124  | 103      | 31       |
| 黑龙桥 | 223  | 107  | 193  | 116      | 28       |